# NGC 2662
NGC 2662 ist eine Elliptische Galaxie vom Hubble-Typ E1 im Sternbild Hydra südlich der Ekliptik. Sie ist schätzungsweise 168 Millionen Lichtjahre von der Milchstraße entfernt und hat einen Durchmesser von etwa 60.000 Lichtjahren.

Im selben Himmelsareal befindet sich die Galaxie IC 2403.
Das Objekt wurde am 16. März 1836 von John Herschel entdeckt.